# Bud's Heiress
Bud's Heiress è un cortometraggio muto del 1913 scritto, diretto e interpretato da William Duncan.

## Produzione
Il film fu prodotto dalla Selig Polyscope Company.

## Distribuzione
Distribuito dalla General Film Company, il film - un cortometraggio di una bobina - uscì nelle sale cinematografiche statunitensi il 14 gennaio 1913. Il 13 aprile dello stesso anno, venne distribuito anche nel Regno Unito.